# 76 (număr)
76 (șaptezeci și șase) este numărul natural care urmează după 75 și este urmat de 77.

## În matematică
76 este:
- un număr Lucas.[1]
- un număr automorf.[2]
- un număr nontotient.[3]
- un număr 14-gonal.[4]
- un număr centrat pentagonal.[5]
- un număr Erdős-Woods, deoarece se poate găsi un șir de 76 numere întregi pozitive astfel încât fiecare membru interior are în comun un factor fie cu primul, fie cu ultimul termen.[6]
- Unul dintre cele două numere formate din două cifre a căror puteri se termină exact cu aceste două cifre (celălalt număr este 25). De exemplu, 762 = 5776, 763 = 438976, iar 764 = 33362176.

## În știință
- Este numărul atomic al osmiului.[7]

### Astronomie
- NGC 76 este o galaxie lenticulară din constelația Andromeda.
- Messier 76 („Mica nebuloasă a Halterei”) este o nebuloasă planetară din constelația Perseu.
- 76 Freia⁠ este o planetă minoră.

## În alte domenii

Steagul Bennington

Șaptezeci și șase se mai poate referi la:
- Codul pentru departamentul francez Seine-Maritime.
- 76, albumul de debut al producătorului Armin van Buuren.
- Philadelphia 76ers, un club american de baschet cu sediul în Philadelphia, Pennsylvania.
- În Statele Unite, face referire la anul 1776, anul semnării Declarației de independență a Statelor Unite ale Americii. Numărul 76 se regăsește pe steagul Bennington, făcând referire la acest eveniment.